# История унтера Иванова
«Исто́рия у́нтера Ивано́ва» — исторический роман советского историка и искусствоведа В. М. Глинки. Издан «Детской литературой» в 1976 году. Главный герой — действительно существовавший участник Отечественной войны 1812 года и подавления восстания декабристов Александр Иванов. Выдержав годы солдатчины, он был зачислен в роту дворцовых гренадеров, и поставил целью своей жизни выкуп родителей, братьев и племянников из крепостной зависимости. Этим событиям был посвящён следующий роман «Судьба дворцового гренадера», который рассматривается как часть дилогии или единое с «Историей…» произведение.

## Сюжет
Действие романа занимает девять лет — от марта 1818 года до перевода главного героя в роту дворцовых гренадеров в ноябре 1827 года. В Конном полку лейб-гвардии прокатилась эпидемия самоубийств нижних чинов, вызванная зверствами младших офицеров. С 1816 года наложили на себя руки 60 человек — больше, чем погибло на войне с Наполеоном. Рядовой Иванов, взятый в рекруты из крепостной деревеньки Тульской губернии, выжил во время Отечественной войны и дошёл до Парижа, но в мирное время всерьёз собрался свести счёты с жизнью. Случайно он попал в списки «ремонтёрской бригады», то есть военнослужащих, которые должны были закупать лошадей. Он вспоминает, как на малой родине совсем молодым полюбил девушку Дашу, которую сгубил жестокий прихвостень старого барина, что и стало причиной сдачи Александра в рекруты. В Петербурге Иванов обратил на себя внимание князя Одоевского и молодого дипломата Грибоедова, а его главным покровителем сделался драматург, «статский генерал» Андрей Андреевич Жандр. Иванов принял твёрдое решение накопить денег, чтобы выкупить своих родителей и братьев из крепостной неволи. Для этого Александр освоил щёточное ремесло, резал ложки, и стал откладывать деньги в буквальном смысле «по рублику»: за полтора года набралось всего семьдесят рублей. Далее Жандр принял деньги Иванова на сохранение, и со временем проникся к унтеру глубокой симпатией, согласился, как накопится сумма, выкупить родных Александра на своё имя.
Служа в Конной гвардии, Иванов раза три видел «незаконную жену» полковника Пашкова — Дарью Михайловну. Внучка цыганки, она была изумительной музыкантшей, певицей и гадалкой. Голос Дарьи Михайловны заворожил Иванова, её пение казалось ему молитвой, обращённой прямо к Господу, и её образ остаётся для Иванова чем-то вроде личной святыни. Она нагадала Иванову, который страдал от жестокого обращения ротмистра Эссена, что тот «в сорочке родился», и всё у него будет — и суженую найдёт, и заветное исполнит, только в конце — «дым и пламя». В столице Александр полюбил дочь почтальона Анюту, которую спас на улице от развратника — но девочке всего пятнадцать лет, и мыслимо ли идти за рядового, хоть и в гвардейском полку? Отец не желает своей дочери участи солдатки, и Иванов соглашается с ним — он бы и сам своей дочери такого замужества не пожелал. Но потом семья почтальона гибнет при наводнении (в тот день Александр как раз стоял в карауле в Зимнем дворце), и Иванов много лет корил себя, что не настоял тогда на браке с Анютой — пусть солдатка, пусть рано замуж, зато была бы жива. Во время восстания на Сенатской площади Иванов оказался в рядах карателей и беспокоился только об одном: чтобы не пришлось рубить князя Одоевского. В финале Иванов, предварительно жестоко избитый Эссеном, прошёл отбор в роту дворцовых гренадер, и, отдав на сохранение Жандру очередные 19 рублей, отправляется к новой жизни.

## Литературные особенности
Первые рецензенты отмечали, что Владислав Глинка был непревзойдённым знатоком событийной и бытовой истории описываемой им эпохи. Стремление профессионального историка В. Глинки к максимальной документальной точности (в романе почти нет вымышленных персонажей) вызывало у критиков упрёки в «нехватке „незнания“ истории», что выразилось в отсутствии художественной неожиданности, которая может возникать только в ситуации свободы от «заранее подведённых итогов». Однако, по мнению Ю. Барбой, литературная конструкция романа не шаблонна. С одной стороны, автор следовал давно известной формуле движения декабристов: «для народа, но без народа». Тем примечательнее двойничество намерений утончённых дворян-интеллектуалов — Одоевского и Кюхельбекера, которые стремятся избавить от крепостного рабства всю страну, и маленькой мечты рядового, а затем вахмистра Иванова — избавить своими силами от рабства собственных родителей, братьев и племянников. Эти цели не пересекаются, они сосуществуют рядом, но параллельно, и не только по воле реальной истории, но и следуя логике сюжета, эскадрон Александра Ивановича 14 декабря 1825 года оказывается против каре мятежников на Сенатской площади. Цели восстания непонятны ему, это не его война. Рецензент утверждал, что подобные повороты, иногда даже не мотивированные автором, придают повествованию максимальную достоверность.
А. Чернов, анализируя три изданные в 1987 году исторические повести Глинки, рассматривал «Историю унтера Иванова» и «Судьбу дворцового гренадера» как единый текст. Если в его первом художественном произведении «Старосельские помещики», созданном во время войны, в 1943—1946 годах, «Глинка-историк всё же затеняет собой Глинку-прозаика», то художественные достоинства «Истории…» и «Судьбы…» неоспоримы. Собственно, только в эпилоге к «Судьбе дворцового гренадера» автор приоткрыл свою творческую лабораторию, сославшись на архивное дело. Только так и выясняется, что всё, что читатель узнал из романа, сфокусировано буквально в двух-трёх бумагах, что нисколько не мешает естественности восприятия. Критик отметил, что Глинке удалось в своём романе представить хрестоматийных русских героев — Пушкина, Грибоедова, Одоевского, — «обновлёнными, словно впервые увиденными». Вероятно, это следствие видения через восприятие главного героя. Иванов ведом единственной целью — выкупа своих из крепостной зависимости, но искусство писателя не позволяет чувствовать «нажима», действия его героя совершенно естественны и движимы логикой жизни, которая «куда извилистей унылой прямой литературного резонёрства».
Алла Латынина в этом контексте ставила вопрос, следовало ли писателю по обрывкам документов реконструировать жизнь самого обыкновенного человека XIX века, который решительно ничем не прославился? По мнению критика, здесь важно то, что Иванов — это человек из народа, психология которого в корне отличается от мироощущения русского простолюдина конца века и тем более — ивановских современников из других социальных слоёв. Контраст показан через сознание самого Иванова, когда он слышит разговор князя Одоевского и флотского офицера Бестужева: почему ни один истязаемый рядовой не рубанёт своего мучителя — в финале всё равно смерть неминуемая. Однако Иванов лучше возьмёт на себя смертный грех самоубийства, чем помыслит поднять руку на офицера. Бывший деревенский крепостной Александр Иванович сочувствует Бестужеву и Кюхельбекеру, но, слушая их речи, остаётся равнодушным. Он не ощущает себя ровней им и знает своё место, даже когда князь Одоевский приглашает унтера в дом, тот не идёт дальше кухни, почтительно держится позади князя на прогулке. Это не отменяет глубокого внутреннего достоинства Иванова: он стесняется сказать о своей цели — выкупить родственников, — чтобы окружающие не сочли его вымогателем, но без сомнений берёт рубли, пожалованные Одоевским, не видя в этом для себя бесчестья. Разница в системах ценностей и представлениях о долге и чести производила пропасть, разделявшую декабристов и тех, кого они вознамерились спасать. Иванову важнее всего сам факт доброго отношения к нему передовых офицеров, что не исключает сословного сознания. То, что Александр оказался противником своих покровителей и даже вошёл в личную охрану царя, не означает конформизма, ибо он неизбежный спутник безнравственности. В финале Иванов вспоминает старика Никиту Петрова, который утверждал, что «господа воли не допустят», и говорит себе, что его путь — «служба и ремесло». В этом — парадоксально — оптимизм романа, герой которого уверен в возможности победы над социальной несправедливостью, хотя бы и в самом малом.
Личность Александра Иванова не была показана писателем статичной, она развивается, и личностный рост героя происходит в специфической обстановке армейского быта аракчеевской эпохи. Владислав Глинка широко использовал возможности, предоставляемые контрастом между богатством человеческой индивидуальности бывшего крепостного, и узкоутилитарным подходом к человеку, который лежит в основе аракчеевщины. Развитие героя неотделимо от его самораскрытия, ключевым для которого явилась встреча Иванова с Александром Одоевским; при этом данный персонаж предстаёт только через восприятие солдата. В. Глинку в характере Иванова интересовала в первую очередь эмоциональная сторона: пробуждение и упрочение душевного отношения к в принципе чуждому ему социальному кругу. Поэтому пройдя «испытание историей», Иванов остался только лишь зрителем.

## Издания
- Глинка В. М. История унтера Иванова : Ист. роман : [Для сред. и ст. возраста] / Предисл. Г. Дубровский; Рис. А. Иткина. — М. : Дет. лит., 1976. — 254 с.
- Глинка В. История унтера Иванова // Исторические повести / Послесл. М. Глинки [и др.]; Худож. О. Титов. — Л. : Сов. писатель : Ленингр. отд-ние, 1988. — С. 215—464. — 797 с.